# O Efeito Ilha
O efeito ilha é um filme brasileiro de 1994, dos gêneros ficção científica, fantasia e comédia, escrito e dirigido por Luiz Alberto Pereira, que também atua ao lado de Denise Fraga, Vera Zimmerman, Perry Salles, Lígia Cortez, Antonio Calloni, Osmar Santos, Sérgio Mamberti e Eliana Fonseca. O filme foi convidado para o Festival de Gramado e para o Festival Internacional de Riverside e lançado nos cinemas dos Estados Unidos em 1998.

## Sinopse
Um técnico de televisão é vítima de estranho fenômeno: depois de um acidente, sua imagem passa a ocupar todos os canais de televisão, 24h por dia, numa espécie de reality show.

## Elenco
- Elias Andreatto .... Jean
- Antonio Calloni .... Armando Torres
- José Rubens Chachá .... Otávio
- Lígia Cortez .... Fátima
- Ângela Dip .... Gina
- Jandir Ferrari .... Paulo
- Eliana Fonseca
- Denise Fraga .... Flávia Chip
- Letícia Imbassahy .... Emília
- Sérgio Mamberti .... Cardeal
- Luiz Alberto Pereira .... João William
- Perry Salles .... Tom Amareto
- Osmar Santos .... apresentador de tv
- Inácio Zatz .... o videota
- Vera Zimmerman .... Maísa